# Cyclisme aux Jeux des îles de l'océan Indien 2019
Navigation
Édition précédente Édition suivante
Le cyclisme est l'une des quatorze disciplines sportives au programme des Jeux des îles de l'océan Indien 2019, la dixième édition des Jeux des îles de l'océan Indien, qui se déroule à Maurice en juillet 2019.

## Podiums
Trois titres sont disputés à l'occasion de ces jeux.
| Épreuves                     | Or                                                                                   | Argent                                                                                     | Bronze |
| ---------------------------- | ------------------------------------------------------------------------------------ | ------------------------------------------------------------------------------------------ | --- |
| Course en ligne              | Alexandre Mayer                                                                      | Dylan Redy                                                                                 | Christopher Lagane |
| Contre-la-montre individuel  | Sébastien Elma                                                                       | Christopher Lagane                                                                         | Yannick Lincoln |
| Contre-la-montre par équipes | Maurice Yannick Lincoln Alexandre Mayer Dylan Redy Christopher Lagane Grégory Lagane | La Réunion Jean-Denis Armand Emmanuel Chamand Sébastien Elma Doriand Percrule Arthur Vatel | Madagascar Dino Mohamed Houlder Mazoni Rakotoarivony Jean Marc Rakotonirina Emile Randrianantenaina Nambinintsoa Randrianantenaina |

## Tableau des médailles
| Rang | Nation     | Or | Argent | Bronze | Total |
| ---- | ---------- | -- | ------ | ------ | ----- |
| 1    | Maurice    | 2  | 2      | 2      | 6     |
| 2    | La Réunion | 1  | 1      | 0      | 2     |
| 3    | Madagascar | 0  | 0      | 1      | 1     |